# Yánnis Kókkos
 (octobre 2015).
Si vous disposez d'ouvrages ou d'articles de référence ou si vous connaissez des sites web de qualité traitant du thème abordé ici, merci de compléter l'article en donnant les références utiles à sa vérifiabilité et en les liant à la section « Notes et références ».
Yánnis Kókkos (grec moderne : Γιάννης Κόκκος) est un scénographe et metteur en scène et costumier grec né le 11 avril 1944 à Athènes (Grèce).

## Biographie
Né à Athènes en 1944, Yánnis Kókkos, dès un très jeune âge, s’intéresse à l’art et plus particulièrement à la création de décors, de costumes ainsi que de dessins. D’ailleurs, dès l’âge de 11 ans, il participe à une exposition, dans sa ville natale, de dessin et de maquette. C’est cette passion pour l’art qui le pousse à s’installer en France en 1963. Celui-ci est un décorateur, scénographe et metteur en scène qui accorde une très grande importance au répertoire de théâtre mondial. Après des études de scénographie à l'École supérieure d'art dramatique de Strasbourg, il réalise, dès 1965, l'espace et les costumes de nombreuses pièces et opéras.
Dès 1969, il collabore avec Antoine Vitez, qu'il accompagne au Théâtre de Chaillot en 1981 ; ils y créent ensemble Le Héron d'Axionov, La Mouette de Tchekhov, Aïda Vaincue et Falsch de Kalisky. Parallèlement, Yánnis Kókkos crée des scénographies pour Jacques Lassalle : Théâtre de chambre de Michel Vinaver, Remagen d'après Anna Seghers en 1978, Tartuffe en 1991. Pour Pierre-Étienne Heymann : Lux in tenebris et La Mère de Brecht, Jean-Pierre Vincent, Jean-Michel Ribes, etc. En 1976, il fonde avec René Loyon une compagnie dont le nom - Je/Ils - est inspiré d'Adamov, avec laquelle ils signeront la création en 1980 de Voyages avant l'an 40. C'est en 1987 que Yánnis Kókkos signe sa première mise en scène, La Princesse Blanche, de Rilke. Le metteur en scène tenait également des propos engagés sur le sujet de la politique ou encore de l’économie, car comme il le dit dans le livre de Georges Banu, Yánnis Kókkos Le Scénographe et le héron : « le théâtre ne prend racine que s’il touche la cité tout entière. » il était donc important pour Kokkos que son travail rejoigne tous les citoyens.
Parallèlement à ses activités au théâtre, Yánnis Kókkos s'intéresse au « théâtre musical » et à la mise en scène d'opéra dès 1970 ; il accompagne ainsi Jacques Lassalle pour Lohengrin, le Macbeth d'Antoine Vitez en 1984, ou encore L'Oresteia de Iannis Xenakis. Créateur touche-à-tout, Yánnis Kókkos s'essaye également au cirque (Paris-Pékin avec Alexis Gruss, 1985), au théâtre de marionnettes, à l'événementiel (Cérémonie d'ouverture des deuxièmes Jeux de la Francophonie en 1994), ou encore à la danse, avec le chorégraphe John Neumeier. De plus, Yánnis Kókkos a animé, à l’École national de théâtre de Montréal, quelques ateliers de scénographie et de mise en scène afin d’expliquer sa démarche artistique.

## Costume
Yánnis Kókkos attribue une importance toute particulière aux costumes des acteurs qu’il dirige. Ainsi, selon lui, le point de départ de sa conception est l’acteur, car c’est lui qui mène le costume et non le costume qui mène l’acteur. De ce fait, Kokkos attribue une place de taille aux acteurs, il dit même qu’ils sont eux-mêmes les personnages. Il commence son travail en se demandant de quelle façon ce corps (l’acteur) pourrait-il s’habiller, ensuite il porte une attention à l’habillement de chaque acteur dans la vie de tous les jours afin qu’ils se sentent bien dans leurs costumes et que le costume leur colle bien à la peau. Par la suite, il imagine les costumes dans l’espace scénique de la pièce, car le travail de Yánnis Kókkos est très axé sur l’espace et les mouvements de l’acteur, donc il pense également à ceux-ci ainsi qu’à la respiration du comédien lors de la conception. Il laisse même une certaine liberté aux acteurs afin de trouver leur costume, car il dit que cette démarche les aide à entrer dans la peau de leur personnage. Enfin, Kokkos choisi minutieusement les tissus avec lesquels il travaille, car certains tissus reflètent davantage la lumière sur scène que d’autres, donc il se doit d’étudier avec précaution plusieurs différents tissus.
Une des grandes inspirations pour Yánnis Kókkos est nul autre que Damiani, car il exécute ces costumes avec une humanité, tout particulièrement dans les pièces de Sthreler.

## Mise en scène
Les mises en scène de Yánnis Kókkos sont surtout misées sur l’espace de la scène et les mouvements de l’acteur. Selon lui, le théâtre est mesuré par la taille du corps humain, donc toutes ces décisions sont prises en fonction de l’acteur. Kokkos désire également livrer des mises en scène qui suppriment les artifices ainsi que le superflu De plus, il souhaite que ces mises en scènes soient claires pour le public et que celles-ci puissent bien comprendre les différentes teintes de son travail. Kokkos se donne également comme boulot de créer un certain contraste entre la scène et le public.
Ces mises en scène sont signées d’une très grande justesse, car il les construit très minutieusement, et il travaille avec une équipe sous un principe d’échange dans lequel ils ont tous droit à leur opinion. Tout d’abord, Kokkos écoute, dans le cas d’un opéra, ou lis, dans le cas d’une pièce, à plusieurs reprises afin d’entrer le plus possible dans l’univers de l’œuvre. Le metteur en scène possède également un très grand intérêt pour le cinéma, donc il lui arrive même de créer des plans découpés comme au cinéma afin de mieux visualiser ces œuvres. Anne Blanchard, sa femme, l’aide beaucoup lors de son cheminement. De plus, il écrit lui-même les livrets de ces spectacles. Ses inspirations pour ces mises en scène sont très variées et difficile à cerner, cependant, il aime bien observer les gens dans leur vie de tous les jours.

## Scénographie
Selon Yánnis Kókkos, la scénographie est beaucoup plus large que la composition du décor puisque, pour lui, être scénographe désigne l’art de peindre la scène et de participer à la totalité de la pièce. Cette façon de penser face à la scénographie est apparu en Grèce beaucoup plus tôt, comparativement à en France, durant les années 60. À cette époque, les Français ne faisaient que monter des décors de théâtre puisqu’ils n’étaient que des menuisiers ou encore des peintres. Donc, bien qu’il ne soit pas nationaliste, c’est entre autres grâce à sa nationalité grecque que Yánnis Kókkos a pu travailler sur plusieurs différents aspects de la scénographie tels que : la frontalité, les acteurs, les costumes et les personnages. Encore une fois, le travail de Kokkos est beaucoup mené par l’espace scénique et par son intérêt pour le cinéma, donc il apporte une importance immense au cadrage de ses œuvres, et même parfois y inclut un cyclorama. Pour lui, l’espace est primordial pour un succès, donc les mouvements de ses acteurs le sont également.

## Mise en scène d'opéras (à partir de 2002)
- 2017 : Elektra, Opéra national de Grèce, Athènes, Grèce
- 2016 : Les Troyens, Théâtre Mariinsky, Saint-Pétersbourg, Russie
- 2016 : Turandot, Opéra National de Montpellier, France
- 2015 : Don Quichotte, Théâtre Mariinsky, Saint-Pétersbourg, Russie
- 2015 : Les Troyens, Théâtre Mariinsky, Saint-Pétersbourg, Russie
- 2015 : Nabucco, Palais des Arts Reina Sofía, Valence, Espagne
- 2015 : Tristan und Isolde, Greek National Opera, Athènes, Grèce
- 2014 : Nabucco, Bayerische Staatsoper, Munich
- 2014 : Les Troyens, Théâtre Mariinsky, Saint-Pétersbourg, Russie
- 2014 : Don Quichotte,Théâtre Mariinsky, Saint-Pétersbourg, Russie
- 2014 : Les Troyens, festival international d'Édimbourg, Édimbourg, Écosse
- 2014 : Otello, Festival d'Athènes. Théâtre Herode Atticus, Grèce
- 2014 : Les Troyens, Théâtre Mariinsky, Saint Petersbourg, Russie
- 2014 : Cavalleria rusticana, Théâtre du Capitole, Toulouse, France
- 2014 : Don Quichotte, Théâtre Bolchoï, Moscou, Russie
- 2014 : Boris Godunov, Wiener Staatsoper
- 2013 : Ekkenosis, pièce de Dimitri Dimitriadis (création). Fondation Onassis. Athènes
- 2013 : Stegi, Fondation Onassis. Athènes
- 2013 : Don Quichotte, Mariinsky Theatre, Saint-Pétersbourg, Russie
- 2013 : Turandot, Opéra national de Lorraine, Nancy, France
- 2013 : Der Fliegende Holländer, Greek National Opera, Grèce
- 2013 : Der Fliegende Holländer, Teatro di San Carlo, Italie
- 2013 : Der Fliegende Holländer, Teatro Comunale di Bologna, Bologne, Italie
- 2012 : Don Quichotte, Théâtre Mariinsky, Saint-Pétersbourg, Russie
- 2012 : Boris Godunov, Wiener Staatsoper
- 2012 : Tristan und Isolde, Welsh National Opera
- 2012 : Idomeneo, re di Creta, Les Théâtres de la Ville de Luxembourg
- 2012 : Idomeneo re di Creta], Théâtre de Caen, France
- 2011 : Nabucco, Bayerische Staatsoper, Munich
- 2007 : Les Voyages de M. Broucek
- 2005 : Medea d'après François-Benoît Hoffmann
- 2005 : Iphigénie en Tauride
- 2005 : La Clémence de Titus
- 2004 : Les Troyens, au Théatre du Châtelet à Paris
- 2002 : Pelléas et Mélisande

Des chefs d'orchestre comme Claudio Abbado, Ricardo Muti , Armin Jordan, Sir Charles Mackeras, Sir Richard Armstrong, Gabrielle Gatti, David Robertson, Sir Eliot Gardiner, Kazuchi Ono, Zubin Mehta, Tugan Sokhiev et Valery Gergiev ont dirigé certaines de ces productions.

## Scénographie (2004 - 1966)
- 2004 : Le Retour de Sade de Bernard Noël, mise en scène : Charles Tordjman
- 1992 : Oh les beaux jours de Samuel Beckett, mise en scène : Pierre Chabert
- 1990 : Saint Elvis de Serge Valletti, mise en scène : Charles Tordjman
- 1990 : L'Émission de télévision de Michel Vinaver, mise en scène : Jacques Lassalle
- 1990 : Aïda vaincue de René Kalisky, mise en scène : Patrice Kerbrat
- 1989 : Un transport amoureux de Raymond Lepoutre, mise en scène : Antoine Vitez
- 1989 : Le Cirque commence à cheval mise en scène : Alexis Gruss
- 1989 : La Célestine de Fernando de Rojas, mise en scène : Antoine Vitez
- 1989 : La Folle Journée ou le Mariage de Figaro de Beaumarchais, mise en scène : Antoine Vitez
- 1989 : Mobie-Diq de Marie Redonnet, mise en scène : Alain Françon
- 1989 : La Vie de Galilée de Bertolt Brecht, mise en scène : Antoine Vitez
- 1989 : Une Vie de Théâtre de Pierre Laville, mise en scène : Michel Piccoli
- 1988 : Anacaona de Jean Métellus, mise en scène : Antoine Vitez
- 1988 : Le Misanthrope de Molière, mise en scène : Antoine Vitez
- 1988 : La Reconstitution de Bernard Noël, mise en scène : Charles Tordjman
- 1987 : Le Soulier de satin de Paul Claudel, mise en scène : Antoine Vitez
- 1987 : Otello mise en scène : Antoine Vitez
- 1986 : L'Échange de Paul Claudel, mise en scène : Antoine Vitez
- 1986 : Les Voisins de Michel Vinaver, mise en scène : Alain Françon
- 1986 : Électre de Sophocle, mise en scène : Antoine Vitez
- 1986 : Alias de Martine Drai, mise en scène : Antoine Vitez
- 1986 : Madame de Sade de Yukio Mishima, mise en scène : Sophie Loucachevsky
- 1986 : Pelléas et Mélisande, mise en scène : Antoine Vitez
- 1985 : Il trionfo dell'amore d'après Marivaux, mise en scène : Antoine Vitez
- 1985 : Lucrèce Borgia de Victor Hugo, mise en scène : Antoine Vitez
- 1985 : Ubu roi de Alfred Jarry, mise en scène : Antoine Vitez
- 1985 : La Nuit et le moment d'après Crébillon fils, mise en scène : Charles Tordjman
- 1985 : Le Pain de ménage de Jules Renard, mise en scène : Charles Tordjman
- 1985 : Hernani de Victor Hugo, mise en scène : Antoine Vitez
- 1985 : Les Heures blanches d'après Ferdinando Camon, mise en scène : Didier Bezace
- 1984 : Macbeth, mise en scène : Antoine Vitez
- 1984 : L'Écharpe rouge, mise en scène : Antoine Vitez
- 1984 : Le Héron de Vassili Axionov, mise en scène : Antoine Vitez
- 1984 : La Mouette de Anton Tchekhov, mise en scène : Antoine Vitez
- 1983 : Le Prince travesti de Marivaux, mise en scène : Antoine Vitez
- 1983 : Falsch de René Kalisky, mise en scène : Antoine Vitez
- 1983 : Hamlet de William Shakespeare, mise en scène : Antoine Vitez
- 1983 : Le Tartuffe de Molière, mise en scène : Jacques Lassalle
- 1982 : Entretien avec M. Saïd Hammadi, ouvrier ... de Tahar Ben Jelloun, mise en scène : Antoine Vitez
- 1982 : Avis de recherche de Jacques Lassalle, mise en scène : Jacques Lassalle
- 1981 : Tombeau pour cinq cent mille soldats d'après Pierre Guyotat, mise en scène : Antoine Vitez
- 1981 : Britannicus de Racine, mise en scène : Antoine Vitez
- 1981 : Faust de Johann Wolfgang von Goethe, mise en scène : Antoine Vitez
- 1980 : À la renverse de Michel Vinaver, mise en scène : Jacques Lassalle
- 1980 : Voyages avant l'an 40 de René Loyon, mise en scène : René Loyon
- 1980 : Un Dimanche indécis dans la vie d'Anna de Jacques Lassalle, mise en scène : Jacques Lassalle
- 1980 : Camerawoman de Christine Combe, conception : Daniel Deshays
- 1979 : Les Fausses Confidences de Marivaux, mise en scène : Jacques Lassalle
- 1978 : Remagen d'après Anna Seghers, mise en scène : Jacques Lassalle
- 1978 : C'était... de Charles Tordjman, mise en scène : Jacques Kraemer
- 1977 : Splendeur et misère de Minette la bonne ... de Jacques Kraemer, mise en scène : Michel Guillaume
- 1976 : Histoire de loups d'après Sigmund Freud, mise en scène : Pierre Barrat
- 1976 : Iphigénie Hôtel de Michel Vinaver, mise en scène : Antoine Vitez
- 1975 : Partage de midi de Paul Claudel, mise en scène : Antoine Vitez
- 1975 : Omphalos Hotel de Jean-Michel Ribes, mise en scène : Michel Berto
- 1975 : Dieu le veut de Jean-Michel Ribes, mise en scène : Jean-Michel Ribes
- 1975 : En r'venant d'l'expo mise en scène : Jean-Pierre Vincent
- 1974 : La Nostalgie, camarade de François Billetdoux, mise en scène : Jean-Paul Roussillon
- 1974 : Chez Pierrot de Jean-Claude Grumberg, mise en scène : Gérard Vergez
- 1973 : Don Juan'' et ''Faust de Christian Dietrich Grabbe, mise en scène : Gérard Desarthe
- 1973 : Mère Courage de Bertolt Brecht, mise en scène : Antoine Vitez
- 1972 : Tu connais la musique ? de Robert Abirached, mise en scène : Dominique Houdart
- 1972 : Les Immigrés de Jacques Kraemer, mise en scène : Jacques Kraemer
- 1971 : Électre de Sophocle, mise en scène : Antoine Vitez
- 1971 : Rintru pa trou tar hin! de François Billetdoux, mise en scène : Serge Peyrat
- 1971 : La guerre de Troie n'aura pas lieu de Jean Giraudoux, mise en scène : Jean Mercure
- 1971 : La Cerisaie de Anton Tchekhov, mise en scène : Pierre Debauche
- 1971 : La Cigogne de Armand Gatti, mise en scène : Pierre Debauche
- 1970 : Le Précepteur d'après Jakob Michael Reinhold Lenz, mise en scène : Antoine Vitez
- 1969 : Dom Juan de Molière, mise en scène : Pierre Barrat
- 1967 : La Mégère apprivoisée d'après William Shakespeare, mise en scène : Guy Parigot
- 1966 : Intermezzo de Jean Giraudoux, mise en scène : Daniel Leveugle

## Exposition
- Voir des étoiles - le théâtre de Victor Hugo mis en scène, scénographie de Yannis Kokkos. Mai-juillet 2002. Catalogue aux éditions Actes Sud
- Exposition "Scènes de Yannis Kokkos" tous les jours de 10h à 18h, au Centre national du costume de scène CNCS. Quartier Villars - Route de Montilly 03000 Moulins. Du 25 mai au 07 novembre 2021.

## Distinctions
- Prix du syndicat de la critique 1986 : meilleur créateur d'élément scénique pour Elektra
- Molières 1987 : Molière du décorateur scénographe pour L'Échange
- Molières 1987 : Molière du créateur de costumes pour Madame de Sade
- Quadriennale de Prague 1987 : médaille d'or pour le meilleur projet scénographique destiné à un artiste étranger[2]
- Molières 1988 : nomination au Molière du décorateur scénographe pour Le Soulier de satin
- Molières 1988 : nomination au Molière du créateur de costumes pour Le Soulier de satin
- Prix Laurence Olivier 1998 : Meilleure production lyrique pour La Clémence de Titus
- Prix de la critique 2004 : Les Troyens

## Décorations
- Commandeur de l'ordre des Arts et des Lettres Il est fait commandeur lors de la promotion du 15 février 1996[3].

## Livres
- Dany Porché, 10 rendez-vous en compagnie de Yannis Kokkos, Actes Sud, coll. « Papiers », 2005  (ISBN 978-2-7427-5547-9)
- Le scénographe et le héron : Yannis Kokkos (auteur) -  Georges Banu (direction) - Paru en décembre 2004 - Essai  (ISBN 978-2-7427-5388-8)